# Châu Hướng đạo
Châu Hướng đạo (tiếng Anh ở Hoa Kỳ, Canada là Scout Council và Vương quốc Anh là Scout County hay Scout Area) là một phân cấp hành chánh của một tổ chức Hướng đạo quốc gia, trên Đạo Hướng đạo (Scout District). Tại các quốc gia nhỏ hay ít người thì địa giới hành chánh của Châu Hướng đạo gần như là địa giới của tỉnh, thành phố lớn, tiểu bang hay tỉnh bang ví dụ như ở Canada (ít người) và là phân cấp đầu tiên của tổ chức Hướng đạo quốc gia đó. Quốc gia lớn và đông dân như Hoa Kỳ thì Châu là phân cấp hành chánh thứ hai, sau phân cấp Vùng Hướng đạo (Scout Region).

## Hướng đạo Việt Nam
Châu là phân cấp hành chánh thứ nhất của Hội Hướng đạo Việt Nam (trước năm 1975). Ở hải ngoại, Hướng đạo Việt Nam hoạt động dưới hình thức thỏa hiệp với các hội Hướng đạo sở tại nên không có cấp Châu. Trong nước hiện nay có một Châu được biết đến là Châu Sài Gòn ở Thành phố Hồ Chí Minh, châu Gia Định gồm: Đạo Phiên An, Đạo Cửu Long .
Trước năm 1975 có các phân cấp hành chánh châu như sau (cần được bổ sung): 
- Châu Gia Định: gồm các Đạo Đông Thành, Phiên An, và Tam Bình
- Châu Sài Gòn: gồm các Đạo Biển Đông, Diên Hồng, Hải Long, Hoa Lư, Tây Hồ, Cửu Long, Tân Bình, Hải Long, Kỳ Hoà, Thủ Đô, Tân Hiệp.

## Hoa Kỳ
Hội Nam Hướng đạo Mỹ hiện tại có 308 châu đã được tổ chức hoàn thiện để quản lý các chương trình của Hội Nam Hướng đạo Mỹ trong các khu vực địa lý được ấn định (có phạm vi từ một thành phố đơn độc đến một vùng rộng lớn bao gồm toàn bộ một tiểu bang hay hơn nữa).
Hội Nam Hướng đạo Mỹ cũng có mở hai châu dành cho các Hướng đạo sinh sống tại hải ngoại, phần lớn là tại các căn cứ quân sự tại châu Á và châu Âu. Châu Liên Đại Tây Dương có tổng hành dinh tại Đức phục vụ các Hướng đạo sinh Mỹ tại phần nhiều của châu Âu, và châu Viễn Đông có tổng hành dinh tại Nhật Bản phục vụ các quốc gia trong phía tây Thái Bình Dương.
Châu Aloha tại Hawaii cũng phục vụ các đơn vị của Hội Nam Hướng đạo Mỹ tại các lãnh thổ của Mỹ: Samoa thuộc Mỹ, Guam, Quần đảo Bắc Mariana và tại các quốc gia có chủ quyền: Liên bang Micronesia, Quần đảo Marshall và Palau.

## Canada
Hội Hướng đạo Canada được phân cấp thành hai mươi Châu Hướng đạo, mỗi Châu đại diện cho cả một tỉnh bang hoặc một phần lớn của tỉnh bang. Ủy viên Hành chánh bổ nhiệm một Ủy viên Châu để lãnh đạo mỗi châu.

## Vương quốc Anh
Châu Hướng đạo tại Vương quốc Anh được gọi bằng tiếng Anh là Scout County ở Anh và Bắc Ireland hay là Scout Area ở Wales và Scotland. Hiện tại có khoảng 114 Châu tại Vương quốc Anh. Các Châu này có trách nhiệm cung cấp các chương trình và hỗ trợ cho các Đạo Hướng đạo thành viên của mình.
Châu được chia thành các Đạo. Mỗi một Châu trung bình có khoảng mười Đạo và khoảng 3.900 thành viên (trong đó có 3.150 dưới 18).